# Джезуальдо
Джезуальдо (італ. Gesualdo) — муніципалітет в Італії, у регіоні Кампанія, провінція Авелліно.
Джезуальдо розташоване на відстані близько 240 км на південний схід від Рима, 75 км на схід від Неаполя, 26 км на північний схід від Авелліно.
Населення — 3534 особи (2014).
Щорічний фестиваль відбувається 6 грудня. Покровитель — Святий Микола.

## Демографія
Населення за роками:

Станом на 1 січня 2023 року в муніципалітеті офіційно проживало 60 іноземців з 11 країн, серед них 35 громадян країн Євросоюзу та 7 громадян України.

## Сусідні муніципалітети
- Фонтанароза
- Фридженто
- Гроттамінарда
- Патернополі
- Вілламаїна